# Hemiplatytes
Hemiplatytes és un gènere d'arnes de la família Crambidae.

## Taxonomia
- Hemiplatytes epia (Dyar, 1912)
- Hemiplatytes parallela (Kearfott, 1908)
- Hemiplatytes prosenes (Dyar, 1912)